# Moo Foot Lian
Moo Foot Lian (* um 1950) ist ein malaysischer Badmintonspieler.

## Karriere
Moo Foot Lian war 1976 Stütze des malaysischen Herrennationalteams im Thomas Cup. Jedoch konnte auch er es nicht verhindern, dass seine Mannschaft im Finale gegen Indonesien mit 0:9 unterlag. Er selbst war dabei in seinen Doppeln gegen Tjun Tjun und Johan Wahjudi sowie gegen Christian Hadinata und Ade Chandra chancenlos. 1973 hatte er ebenfalls bereits Silber mit dem Team bei den Südostasienspielen gewonnen. Bei den Commonwealth Games 1978 erkämpfte er ebenfalls Silber, diesmal im Herrendoppel mit Ong Teong Boon.

## Sportliche Erfolge
| Saison | Veranstaltung                  | Disziplin    | Platz | Name                           |
| ------ | ------------------------------ | ------------ | ----- | ------------------------------ |
| 1973   | Südostasienspiele              | Herrenteam   | 2     | Malaysia                       |
| 1974   | Malaysische Meisterschaft      | Herreneinzel | 1     | Moo Foot Lian                  |
| 1975   | Südostasienspiele              | Herreneinzel | 3     | Moo Foot Lian                  |
| 1976   | Thomas Cup                     | Herrenteam   | 2     | Malaysia                       |
| 1978   | Commonwealth Games             | Herrendoppel | 2     | Ong Teong Boon / Moo Foot Lian |
| 2004   | Senioren-Weltmeisterschaft 45+ | Herrendoppel | 3     | Goh Lai Yong / Moo Foot Lian   |